# Luigi Ciacchi
Luigi Ciacchi (Pesaro, 16 agosto 1788 – Roma, 17 dicembre 1865) è stato un cardinale italiano e membro della Curia Romana.

## Biografia
Figlio del conte Andrea Ciacchi e fratello di una Virginia Ciacchi, fu creato cardinale il 12 febbraio 1838 da papa Gregorio XVI. Quando il papa lo ebbe "fregiato della porpora de' cardinali", la città di Pesaro pubblicò il 20 maggio un foglietto intitolato Versi italiani e latini pubblicati nella fausta promozione alla sacra romana porpora dell'eminentissimo principe Luigi Ciacchi, di cui furono stampati trecento esemplari.
Ben poco si sa su di lui, ma si può tracciare una linea cronologica più o meno ben definita:
- 16 agosto 1788 - nato a Pesaro.
- Nel 1827 il papa Leone XIIlo elegge delegato apostolico di Pesaro.
- Diventa pro-legato a Bologna il 1828.
- Fra 1830 e 1834 fu eletto delegato apostolico a Macerata da Gregorio XVI
- Dal 24 gennaio 1834 al 12 febbraio 1838 fu governatore di Roma e vice camerlengo, oltre a direttore generale di polizia.
- Nel concistoro del 12 febbraio 1838 venne elevato a cardinale da papa Gregorio XVI
- Il 15 febbraio 1838 diventò cardinale diacono di Sant'Angelo in Pescheria.
- Il marzo 1838 diventò protettore della sua città natale, Pesaro.
- Nel 1846, partecipò al conclave che elesse Papa Pio IX.
- Il 29 marzo 1847 venne fatto legato apostolico di Ferrara. Mentre stava a Ferrara, protestò due volte contro l'insediamento austriaco della città, senza però ottenere alcun risultato, anche se appoggiato dal papa. Abbandonò questa carica il 3 luglio 1848.
- Nel marzo 1848 diventa Segretario di Stato e il papa Pio IX lo chiama nel consiglio dei Ministri e diventa presidente del consiglio di ministri del Gabinetto Mamiani.
- Il 4 maggio 1848 abbandonò la carica di presidente del consiglio di ministri e quella di Segretario di Stato, per ritirarsi dalla vita pubblica quattro giorni dopo, l'8 maggio 1848.
- Morì il 17 dicembre 1865 a Roma. Il suo corpo fu esposto nella chiesa di Santa Maria in Campitelli a Roma, dove venne pure celebrato il funerale, a cui partecipò il papa, che aveva una certa simpatia per il cardinale Ciacchi. Fu sepolto nel suo diaconato, come era sua volontà.